# 間藤守之
間藤 守之（まふじ もりゆき)は日本の脚本家。

## 参加作品

### 映画
weblio、Movie Walkerによれば以下の通り。
- 真紅の男 (1961年)
- 街 (1961年)
- 国際秘密警察 指令第8号 (1963年)
- 血とダイヤモンド (1964年)